# گوشیتس
گوشیتس (به آلمانی: Göschitz) یک شهر در آلمان است که در زاله-ارلا واقع شده‌است. گوشیتس ۲۷۴ نفر جمعیت دارد.